# 霍恩费尔斯-埃辛根
霍恩费尔斯-埃辛根是德国莱茵兰-普法尔茨州的一个市镇。总面积5.02平方公里，总人口340人，其中男性170人，女性170人（2011年12月31日），人口密度68人/平方公里。